# Armascirus bifidus
Armascirus bifidus är en spindeldjursart som beskrevs av Corpuz-Raros 2008. Armascirus bifidus ingår i släktet Armascirus och familjen Cunaxidae. Inga underarter finns listade i Catalogue of Life.